# Axel Santesson
Bror Axel Santesson, född 25 april 1844 i Stockholm, död 16 juni 1909 i Stockholm, var en svensk medaljgravör.
Han var son till tenngjutarmästaren Nils Abraham Santesson och Catharina Wennerström och från 1875 gift med Zelma Kristina Elisabet Sjöberg samt far till Greta Kristina Katarina Tallberg och morfar till Lizzie Tallberg samt farbror till Nils Erik Hjalmar Santesson. Han studerade för hovgravören Abraham Salmson 1861–1864 och vid Konstakademien 1863–1864 där han belönades med den Meijerska silvermedaljen. Han fortsatte därefter sin utbildning för N Louvet och Paulin Tasset i Paris. Han etablerade 1866 en egen gravyrverkstad i Stockholm och gjorde sig känd som en skicklig gravör. Vid sidan av sitt arbete var han numismatiker och ägare till en av Sveriges största privata myntsamlingar och gravyr-kollektion.